# St. Helena (Nebraska)
St. Helena – wieś w Stanach Zjednoczonych, w stanie Nebraska, w hrabstwie Cedar.